# Bogud
Bogud (in greco antico: Βογος, Bogos; nelle monete BOCUT; ... – Metone, 31 a.C.) fu re della Mauretania occidentale tra il 49 e il 38 a.C..

## Biografia
Fu il fratello minore di Bocco II (re della Mauretania orientale), e probabilmente come lui era figlio di Mastanesosus e sposato con Eunoe, che si racconta ebbe una relazione con Cesare.
Alleato anch'egli come il fratello con Giulio Cesare contro il partito senatorio e i seguaci di Pompeo, non ebbe parte attiva nella Guerra d'Africa, mentre fu determinante nella successiva fase della guerra civile combattuta in Spagna.
Nel 45 a.C. ebbe infatti un ruolo determinante nella vittoria riportata da Cesare su Gneo Pompeo il Giovane alla battaglia di Munda: un'audace manovra della cavalleria mauretana arrivò ad attaccare la retroguardia di Pompeo, e il dietrofront delle cohorti che cercavano di proteggere da questo attacco venne interpretato come l'inizio della fuga, cosicché in breve l'esercito dei Pompeiani fu messo in rotta.
Dopo la morte di Cesare (44 a.C.), Bogud sostenne Marco Antonio, mentre il fratello si alleava con Ottaviano. Passato in Spagna per combattere a fianco delle truppe di Marco Antonio (assedio di Cadice), venne sorpreso lontano dalla madrepatria quando una ribellione a Tingit (l'odierna Tangeri) lo esautorò e concluse un'alleanza coi romani ottenendo la qualifica di città romana.
Con questa rivolta Bogud perse il regno, che venne annesso da Bocco, col beneplacito di Ottaviano. Quanto a Bogud, dovette fuggire, fino a quando, nel 31 a.C., venne sorpreso dall'attacco di Agrippa e ucciso a Metone in Messenia.